# Taulignan
Taulignan település Franciaországban, Drôme megyében. Lakosainak száma 1632 fő (2022. január 1.). Taulignan Valréas, Aleyrac, Grignan, Montbrison-sur-Lez, Le Poët-Laval, Roche-Saint-Secret-Béconne, Salles-sous-Bois és Grillon községekkel határos.

## Népesség
A település népessége az elmúlt években az alábbi módon változott:
| Lakosok száma | 1199 | 1419 | 1586 | 1589 | 1683 | 1723 | 1677 | 1650 | 1645 | 1632 |
|               | 1968 | 1982 | 1990 | 2006 | 2013 | 2015 | 2017 | 2019 | 2020 | 2022 |